# Битум
Битумът (от латински: Pix tumens – „изтичаща смола“, „земна смола“, „гробна смола“) е продукт от изветрянето на нефта. Битумите са твърди или подобни на смола продукти, които са смес от въглеводороди и техните азотни, кислородни, серни и металосъдържащи производни.
Битумите се използват при производството на асфалтови смеси (асфалтобетон), хидроизолационни и лакобояджийски материали.

## Свойства
Битумите са неразтворими във вода; напълно или частично са разтворими в бензен, хлороформ, въглероден дисулфид и други органични разтворители. Плътността (относителното тегло) на битума е 0,95 – 1,50 g/cm³. Втечнява се при температура 150 – 160 °С. Цвят черен. Свойствата зависят от качеството на участващите в сместа видове нефт, главно от тяхната окисленост и наситеност със сяра. Повечето от богатите на битум находища се намират в Канада (71 %) и Венецуела (27 %).
Битумът е аморфно вещество, т.е. в твърдо състояние проявява свойства на течност. За да докаже това, през 1927 г. професорът от университета на Куинсланд Томас Парнел поставя битум във фуния и чака да изтече. Експериментът потвърждава неговата теория – първата капка пада, макар и след осем години. Университетските специалисти продължават наблюденията и след смъртта на учения, установявайки за повече от 80 години, че битумът изтича със скорост една капка на всеки девет години, за което университетът е удостоен с антинобелова награда през 2005 г.

## Класификация
Природните битуми са минерали от органичен произход с първична въглеводородна основа. Те включват естествени нефтени производни, образувани, когато консервацията на находищата им е нарушена в резултат на химично и биохимично окисляване или тектонични процеси. Добивът им се извършва предимно по кариерни или мини методи (катранени пясъци).
Въз основа на техния състав, в зависимост от състава на изходните масла и условията на тяхната трансформация, те условно се разделят на няколко класа:
- малти
- асфалти
- асфалтени
- керити
- озокерити
- гуминокерити
- антраксолити
- нафтиди[5]
- нафтоиди.

Изкуствените битуми (техническите битуми) са остатъчни продукти от преработването на нефта, каменните въглища и шистите. По състав са близки до природните битуми.

## История
Битумът е най-старият строителен и довършителен материал. Както показват разкопките в сирийското археологическо находище Ум ал-Тлел, адхезивните свойства на естествения битум са били известни още на неандерталците през неолита, които са използвали нагрят битум, за да прикрепят каменните върхове към дръжката на копието. Битумните съдове предхождат глинените съдове. Битумът е бил използван в строителството за изолация на дърво, което е било доста рядко в Месопотамия. Естественият битум често се използва като свързващо вещество при създаването на мозайки от полускъпоценни камъни и черупки (например двата инкрустирани декоративни панела, открити при разкопките на шумерския град Ур, които са изложени в Британския музей).
В Древния свят монополът върху естествения битум първоначално е принадлежал на Месопотамия и е представлявал значителна част от нейния износ. В Древен Египет битумът е използван за балсамиране и мумифициране. В древния Шумер това вещество се е наричало „есир“, акадците го наричали „идду“, арабите, живеещи в Ирак, са му дали много имена: „саяли“, „дзифт“ и „кар“. В древността битумът е бил използван и при изграждането на асирийските и вавилонски къщи, пътища, канали и напоителни системи благодарение на хидроизолационните му свойства. Съществува хипотеза, че при изграждането на Висящите градини на Семирамида във Вавилон също е използван битум.